# Paisley Park (canción)
«Paisley Park» es una canción interpretada por Prince y The Revolution. Fue publicada en mayo de 1985 a través de Paisley Park Records como el segundo sencillo de Around the World in a Day.

## Créditos y personal
Créditos adaptados desde las notas de álbum de Around the World in a Day.
Músicos
- Prince – voz principal y coros, instrumentos
- Wendy Melvoin – coros
- Lisa Coleman – coros
- Susannah Melvoin – coros
- Novi Novog – violín

Personal técnico
- Prince – productor, arreglos, ingeniero de audio
- David Leonard – ingeniero de audio
- Peggy Mac – ingeniero de audio
- David Tickle – ingeniero de audio
- Susan Rogers – ingeniero de audio
- Bernie Grundman – masterización

## Posicionamiento
| Gráfica (1985)                          | Pico de posición |
| --------------------------------------- | ---------------- |
| Australia (Kent Music Report)           | 38               |
| Bélgica (Flandes) (Ultratop 50 Singles) | 40               |
| Nueva Zelanda (Recorded Music NZ)       | 26               |
| Países Bajos (Single Top 100)           | 40               |
| Reino Unido (UK Singles Chart)          | 18               |